# ISS-Expeditie 71
ISS-Expeditie 71 is de eenenzeventigste missie naar het Internationaal ruimtestation ISS. De missie begon op 6 april 2024 met het vertrek van Sojoez MS-24 van het ISS terug naar de Aarde en eindigde met het vertrek van Sojoez MS-25 op 23 september 2024.

## Bemanning
| Sojoez MS-25                      | Oleg Kononenko, Roskosmos 5e ruimtevlucht       | Commandant      | Commandant      | Commandant      |
| Sojoez MS-25                      | Nikolaj Tsjoeb, Roskosmos 1e ruimtevlucht       | Flight Engineer | Flight Engineer | Flight Engineer |
| Sojoez MS-25                      | Tracy Caldwell Dyson, NASA 3e ruimtevlucht      | Flight Engineer | Flight Engineer | Flight Engineer |
| SpaceX Crew-8                     | Matthew Dominick, NASA 1e ruimtevlucht          | Flight Engineer | Flight Engineer | Flight Engineer |
| SpaceX Crew-8                     | Michael Barratt, NASA 3e ruimtevlucht           | Flight Engineer | Flight Engineer | Flight Engineer |
| SpaceX Crew-8                     | Jeanette Epps, NASA 1e ruimtevlucht             | Flight Engineer | Flight Engineer | Flight Engineer |
| SpaceX Crew-8                     | Aleksandr Grebjonkin, Roskosmos 1e ruimtevlucht | Flight Engineer | Flight Engineer | Flight Engineer |
| Boeing Crew Flight Test (Boe-CFT) | Barry Wilmore, NASA 3e ruimtevlucht             | -               | Flight Engineer | Flight Engineer |
| Boeing Crew Flight Test (Boe-CFT) | Sunita Williams, NASA 3e ruimtevlucht           | -               | Flight Engineer | Flight Engineer |
| Sojoez MS-26                      | Aleksej Ovtsjinin, Roskosmos 4e ruimtevlucht    | -               | -               | Flight Engineer |
| Sojoez MS-26                      | Ivan Vagner, Roskosmos 2e ruimtevlucht          | -               | -               | Flight Engineer |
| Sojoez MS-26                      | Donald Pettit, NASA 4e ruimtevlucht             | -               | -               | Flight Engineer |